# 長崎県立対馬歴史民俗資料館
長崎県立対馬歴史民俗資料館（ながさきけんりつ つしまみんぞくしりょうかん）は、長崎県対馬市にある博物館・歴史研究施設。対馬の歴史資料・民俗資料などの収集・保管・調査及び研究、収蔵資料の一部展示を行っていた。
2017年（平成29年）3月31日をもって休館し、2020年度の対馬博物館（仮称）開館に向け整備が進められている。
2019年9月に長崎県から無償譲渡を受け、2020年1月に交流棟を完成させる予定だったが、外壁や床などにアスベストが含まれていたことが判明、計画より5か月遅れの2020年8月末に解体工事を始めた。
2020年（令和2）3月31日をもって閉館。

## 沿革
- 1977年（昭和52年）4月1日 - 開館[1]。
- 2017年（平成29年）3月31日 - 対馬市の建設する「対馬博物館」との一体化整備のため休館。休館中は対馬市交流センター3階入口で代替展示を行っていた。
- 2020年（令和2）3月31日をもって閉館し、宗家文庫史料をはじめとする古文書は対馬博物館に引き継がれる。

## 展示・収蔵
- 1階展示室：主に対馬に深く関わりのある考古・民俗・歴史資料と、対馬に生息しているツシマヤマネコなどの剥製を展示。視聴覚室。
- 2階収蔵庫：宗家文庫史料などの歴史資料が数万点。

## 入館
- 入館料金：無料

## 交通
- 厳原港から車で5分、徒歩15分。
- 対馬空港から車で20分。